# Utetheisa completa
Utetheisa completa är en fjärilsart som beskrevs av Gustav Weymer 1908. Utetheisa completa ingår i släktet Utetheisa och familjen björnspinnare. Inga underarter finns listade i Catalogue of Life.